# Julianka (Grądy Szlacheckie)
Julianka – kolonia wsi Grądy Szlacheckie w Polsce położona w województwie mazowieckim, w powiecie wyszkowskim, w gminie Długosiodło.

## Historia
W latach 1921–1931 wieś leżała w województwie białostockim, w powiecie ostrołęckim, w gminie Długosiodło.
Według Powszechnego Spisu Ludności z 1921 roku wieś zamieszkiwało 9 osób w 1 budynku mieszkalnym. Miejscowość należała do parafii rzymskokatolickiej w Długosiodle. Podlegała pod Sąd Grodzki w Ostrowi i Okręgowy w Łomży; właściwy urząd pocztowy mieścił się w Długosiodle.
W wyniku agresji III Rzeszy na Polskę we wrześniu 1939 wieś znalazła się pod okupacją niemiecką i do wyzwolenia weszła w skład Landkreis Ostenburg Regierungsbezirk Zichenau (rejencja ciechanowska).
W latach 1975–1998 miejscowość należała administracyjnie do województwa ostrołęckiego.